# سان فاوستو دي كامبسينتيلاس
بلدية سانت فوست دي كامسينتيليس (بالكاتالانية: Sant Fost de Campsentelles) هي إحدى بلديات مقاطعة برشلونة، والتي تقع في منطقة كاتالونيا، شرق إسبانيا.
يبلغ عدد سكانها 7.656 نسمة وفقاً لإحصائية سنة (2007).